# گروه اس‌سی‌ال
گروه اس‌سی‌ال (انگلیسی: SCL Group) شرکت فناوری اطلاعات بریتانیایی است، که در سال ۱۹۹۹ توسط الکساندر نیکس تأسیس شد